# Linia kolejowa Sławno – Ustka
Linia kolejowa Sławno – Ustka – rozebrana linia kolejowa łącząca Sławno z Ustką. Linia posiadała rozstaw szyn wynoszący 1435 mm, czyli była linią normalnotorową. Na całej swojej długości była jednotorowa. Linia została otwarta 18 sierpnia 1911 roku, natomiast rozebrana została po II wojnie światowej.